# 邵帅
邵帅（1989年1月2日—），是一名中国足球运动员，现效力于中国足球超级联赛球队长春亚泰，司职后卫。

## 俱乐部生涯
邵帅出自大连毅腾梯队，2006年被提升进入一队，跟随将主场迁至哈尔滨的哈尔滨毅腾参加中国足球乙级联赛。在2006赛季，他跟随球队获得乙级联赛亚军，升级到中甲联赛。2007赛季，由于呼和浩特足球俱乐部退出中甲联赛，提前确定保级成功的哈尔滨毅腾派出大批年轻球员出场，邵帅也获得锻炼机会，在该赛季联赛出场9次。2008赛季，邵帅随队南迁到烟台，出场时间进一步增加，但球队以一分之差位列积分榜末位，降级回到乙级联赛。2011年，连续两年冲甲失败的大连毅腾北迁回到哈尔滨。他在该赛季出场16次帮助球队获得乙级联赛冠军，再次升级回到中甲联赛。2012赛季，他是球队的主力球员，在中甲联赛中出场27次，并有1球进账。2013赛季，他出场26次，射进3球，帮助球队获得联赛亚军，历史上首次升级到中国足球超级联赛。2014年3月7日，他在中超首轮哈尔滨毅腾客场0比1不敌山东鲁能泰山的比赛第89分钟替补刘小龙出场，上演中超联赛首秀。他在2014赛季获得8次联赛出场机会，最终哈尔滨积分垫底降级回到中甲联赛。
2014年12月底，邵帅和队友韩德明一起加盟另一支中超球队长春亚泰。